# Onze heures sonnaient
Pour plus de détails, voir Fiche technique et Distribution.
Onze heures sonnaient (Roma ore 11) est un film franco-italien réalisé par Giuseppe De Santis sorti en 1952.

## Synopsis
Rome, début des années 1950, onze heures du matin. Une prostituée, l'épouse d'un ouvrier au chômage, l'amie d'un peintre, une fille enceinte, une domestique et deux cents autres femmes, à la suite d'une annonce publiée dans un journal, s'entassent et se bousculent pour obtenir un modeste poste de secrétaire. Le lieu où elles se trouvent est un vieil immeuble et l'escalier finit par s'effondrer. Plusieurs victimes sont conduites d'urgence à l'hôpital. Le scénario s'inspire d'un authentique fait divers.

## Fiche technique
- Titre original : Roma ore 11
- Réalisation : Giuseppe De Santis
- Scénario : Cesare Zavattini, Rodolfo Sonego, Elio Petri, Basilio Franchina, Gianni Puccini, G. De Santis
- Directeur artistique : Léon Barsacq
- Décors : Elio Costanzi
- Costume : Elio Costanzi
- Photo : Otello Martelli
- Montage : Gabriele Varriale
- Musique : Mario Nascimbene
- Producteur : Paul Graetz
- Production : Titanus
- Distribution : Titanus Distribuzione
- Pays :  France -  Italie
- Langue : italien
- Format : N&B - 1,37:1 - 35 mm - Mono
- Genre :  Drame
- Durée : 102 minutes
- Dates de sortie: 27 février 1952 en Italie, 24 octobre 1952 en France
- Affiche : Boris Grinsson (France)

## Distribution
- Eva Vanicek : Gianna
- Carla Del Poggio : Luciana Renzoni
- Massimo Girotti : Nando
- Lucia Bosé : Simona
- Raf Vallone : Carlo l'Artiste
- Elena Varzi : Adriana
- Lea Padovani : Caterina, la prostituée
- Delia Scala : Angelina
- Irène Galter : Clara
- Paolo Stoppa : employé
- Maria Grazia Francia : Cornelia
- Naudio Di Claudio : Marin
- Armando Francioli : Romoletto
- Paola Borboni : Matilde
- Romolo Bartolomeo : pompier
- Checco Durante

## Commentaire
Un film important du courant néo-réaliste dans sa dernière période. Le scénario fut emprunté à un fait divers datant de 1950. Cesare Zavattini fit entreprendre un vaste reportage sur le chômage féminin, conduit par Elio Petri, alors journaliste.
Filmée en images rapides, la reconstitution de l' "accident" se rapproche de la réalité vécue et forme la première partie du film ; les scènes de l'hôpital et l'émotion soulevée par l'événement en étant la seconde partie. Selon Georges Sadoul, le film est « une critique sociale motivée et profonde. Son très orthodoxe néo-réalisme ne lui interdit ni l'emploi de nombreux excellents acteurs, ni les décors reconstruits en studio. »
Augusto Genina avait, à la même époque, donné une autre version filmée de ce drame dans Histoires interdites (Tre storie proibite).